# Daniela Mona Lambin
Daniela Mona Lambin (* 14. Februar 1991) ist eine estnische Fußballspielerin.
Lambin wurde bisher einmal für die Nationalmannschaft eingesetzt. Außerdem wurde sie in verschiedenen Jugendnationalteams Estlands eingesetzt.